# Турач рудогорлий

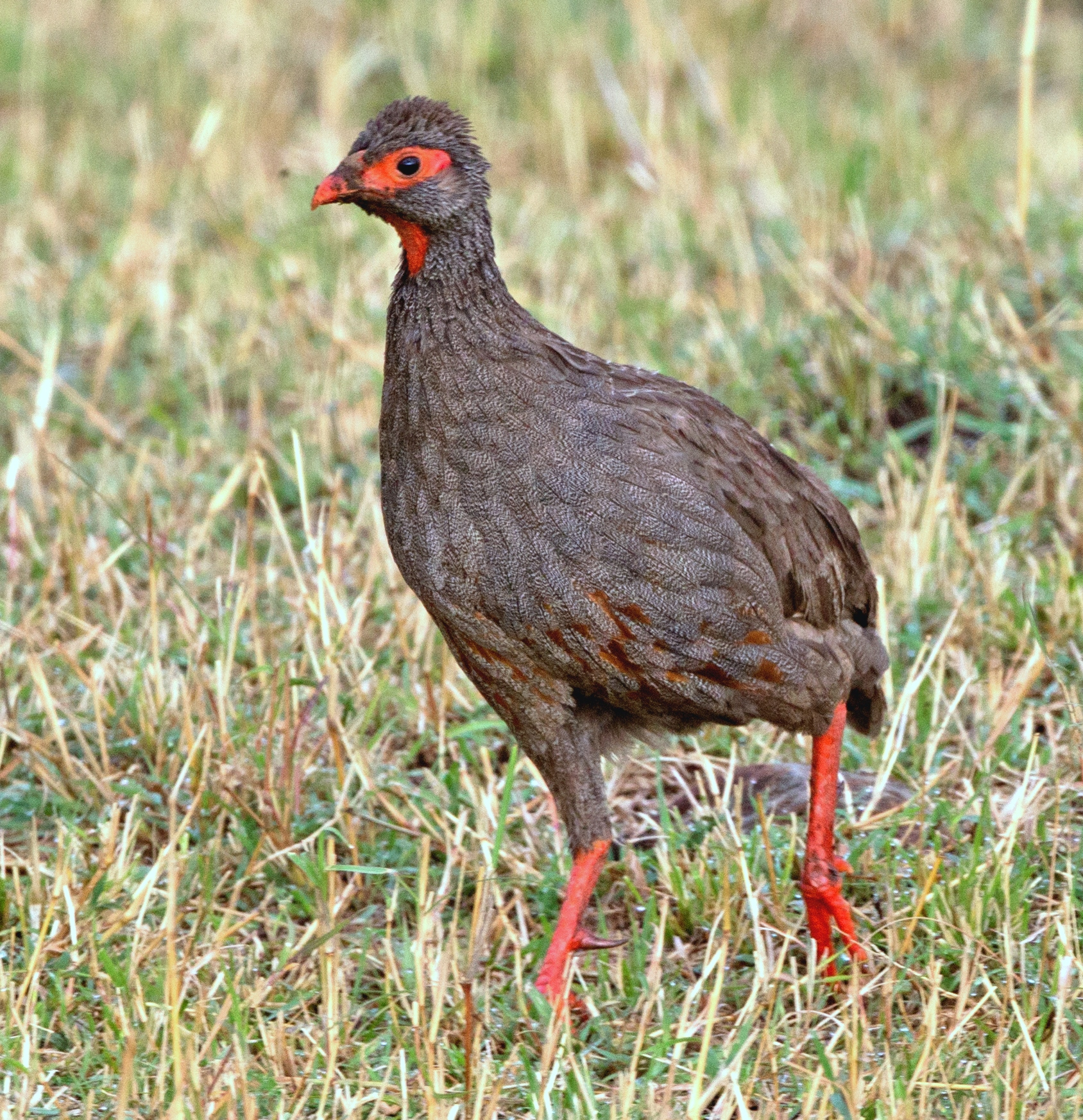
Рудогорлий турач (підвид P. a. cranchii)

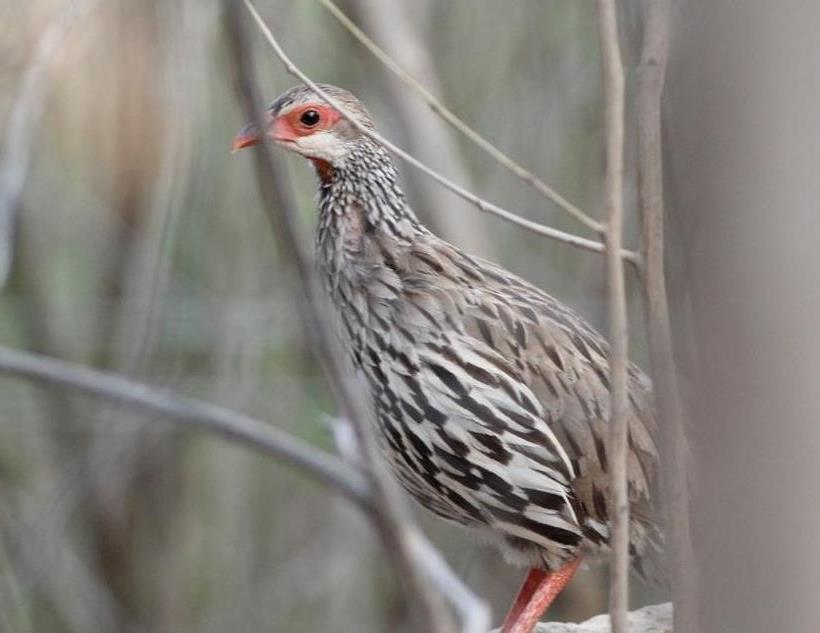
Рудогорлий турач (підвид P. a. afer)

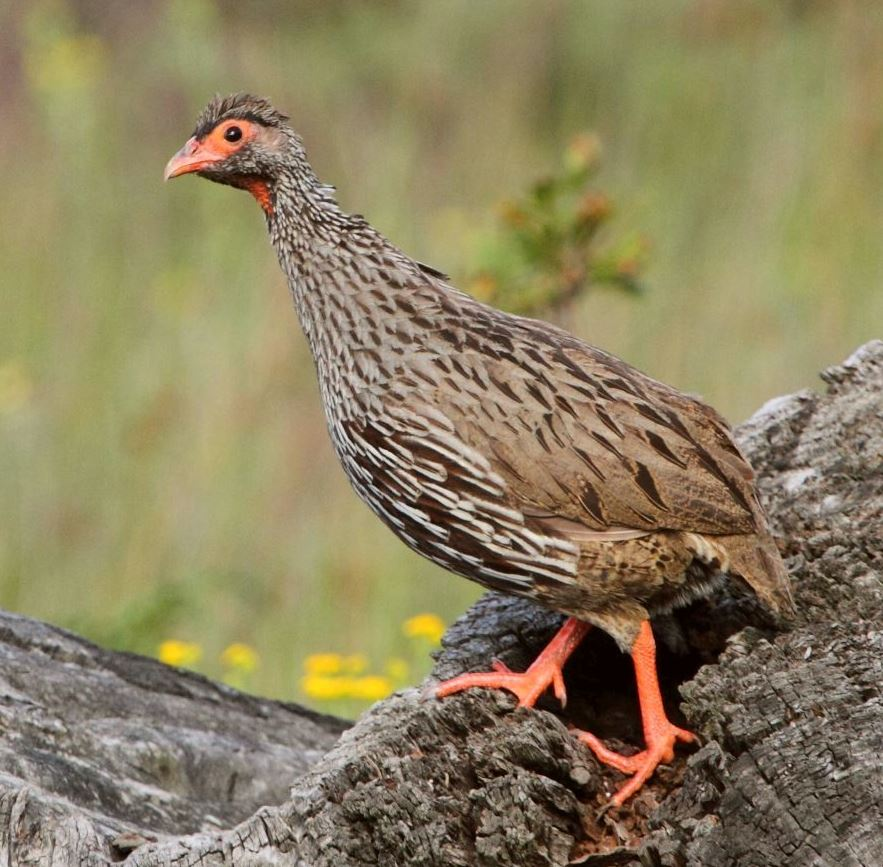
Рудогорлий турач (підвид P. a. castaneiventer)

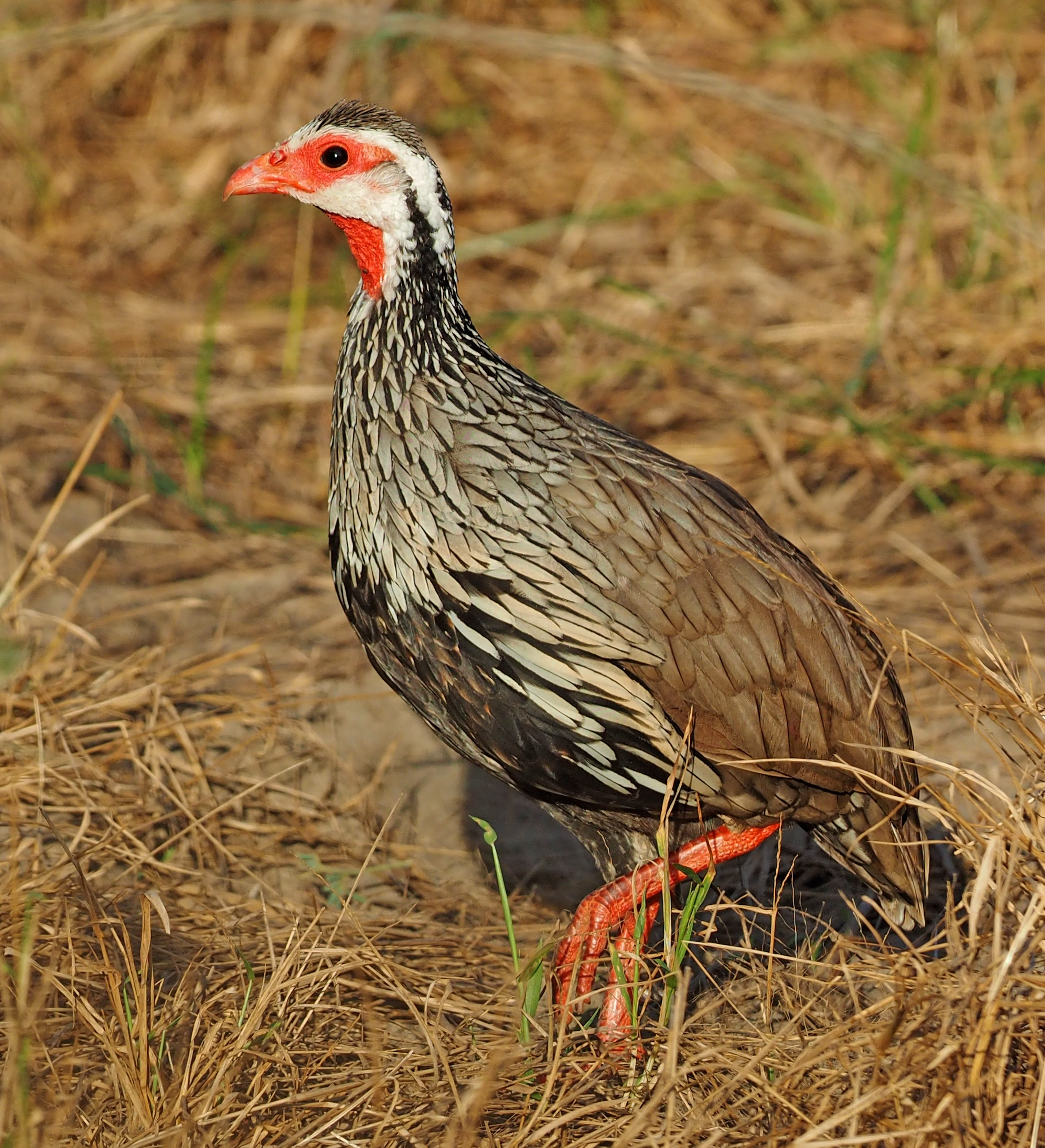
Рудогорлий турач (підвид P. a. humboldtii)

Тура́ч рудогорлий (Pternistis afer) — вид куроподібних птахів родини фазанових (Phasianidae). Мешкає в Африці на південь від Сахари.

## Опис
Довжина птаха становить 25-38 см, самці важать 480–1000 г, самиці 370–690 г. Забарвлення і розміри різняиться в залежності від підвиду. Верхня частина тіла переважно темно-коричневі, нижня частина тіла чорнувата, сильно поцяткована сірими і білими смугами. Очі карі, дзьоб і лапи червоні. Шкіра на обличчі, навколо очей, на підборідді і горлі гола, червона. У самців на лапах є шпори.

## Підвиди
Виділяють чотири підвиди:
- P. a. cranchii (Leach, 1818) — від північного Габону і Республіки Конго через ДР Конго до центральної Анголи, західної Замбії, Уганди, західної Кенії і центральної Танзанії;
- P. a. afer (Müller, PLS, 1776) — західна Ангола і північно-західна Намібія;
- P. a. castaneiventer Gunning & Roberts, 1911 — південь і схід ПАР;
- P. a. humboldtii (Peters, W, 1854) — .від південно-східної Кенії та північної і східної Танзанії до Мозамбіку, північно-західної Замбії і східного Зімбабве

## Поширення і екологія
Рудогорлі турачі мешкають в Уганді, Руанді, Бурунді, Кенії, Танзанії, Габоні, Республіці Конго, Демократичній Республіці Конго, Анголі, Малаві, Мозамбіку, Замбії, Зімбабве, Намібії, Південно-Африканській Республіці і Есватіні. Вони живуть в різноманітних природних середовищах — в ПАР на узліссях тропічних лісів та у порослих лісом ярах, в Замбії в лісистих саванах міомбо і мопане та на вологих луках, в Зімбабве у вологих трав'янистих і чагарникових зростях, в ДР Конго на вологих луках і в гаях, в Танзанії на луках, порослих деревами і чагарниками. В тих місцевостях, де рудогорлі турачі мешкають поряд з чорноногими і жовтогорлими турачами, вони частіше трапляються у більш вологих районах, порослих густою рослинністю, поблизу річок і озер. Рудогорлі турачі живляться бульбами, цибулинами, корневищами, пагонами, ягодами, насінням трав, комахами та їх личинками. В кладці від 3 до 9 яєць.